# Stefan Kiessling
Stefan Kießling (IPA: /ˈʃtɛfan ˈkiːslɪŋ/; född 25 januari 1984 i Lichtenfels, är en tysk före detta fotbollsspelare som spelade som anfallare för Bayer Leverkusen. Han kom till klubben 2006 och gjorde fram till 2018 342 matcher och 131 mål för klubben. Han spelade även för det tyska landslaget.

## Klubbkarriär

### Nürnberg
Kießling startade sin seniorkarriär i Nürnberg, där han tidigare spelat i klubbens respektive ungdomslag. Dock så började han att spela fotboll i Eintracht Bambergs ungdomsakademi. Han debuterade i A-laget 2001 och hann göra 73 matcher och 19 mål under sin tid i klubben.

### Bayer Leverkusen
Hans prestationer på planen gjorde att Bayer Leverkusen blev intresserade och han skrev på för klubben 2006. Sedan hans ankomst till klubben så har han imponerat med 32 mål på 80 ligamatcher. Han är en av de största skyttekungarna i Bundesliga med sina 15 mål under säsongen 2008/2009 vilket var fem mål mindre än hans anfallspartner Patrick Helmes. Hans form var mer imponerande säsongen 2009/2010 då han gjorde 21 må på 33 matcher och kom tvåa i skytteligan i Bundesliga.Säsongen 2012/2013 vann Kiessling skytteligan i Bundesliga med sina 25 mål på 34 matcher och bar sitt Bayer Leverkusen till tredje platsen, vilket innebar direkt kvalificering till Champions League.

## Internationell karriär
Kießling gjorde sin landslagsdebut för Tyskland i en vänskapsmatch mot Danmark den 28 mars 2007. Efter nästan ett år utan spel i landslaget blev han inkallad av Joachim Löw efter sin imponerande form säsongen 2009/2010. Han var en av de uttagna bland 23 spelare i Tysklands trupp till Fotbolls-VM 2010.